# Női 400 méteres gátfutás a 2023-as atlétikai világbajnokságon
A 2023-as atlétikai világbajnokságon a női 400 méteres gátfutás selejtezőfutamait augusztus 21-én, az elődöntők futamait augusztus 22-én, míg a döntőt augusztus 24-én rendezték meg Budapesten, a Nemzeti Atlétikai Központban.
A győzelmet a verseny egyik legnagyobb esélyese, de még csak 23 éves holland Femke Bol nyerte meg, aki élete első világbajnoki aranyérmét szerezte meg ezzel az elsőséggel. Femke Bol ezzel megszerezte a legfényesebb érmet a legnagyobb világversenyeken, ugyanis a 2020-as tokiói olimpián bronzérmes, míg az előző világbajnokságon ezüstérmes volt ebben a versenyszámban. Miután a legnagyobb favorit, a világbajnoki és olimpiai bajnoki címvédő, a tavalyi világbajnokságon ebben a versenyszámban 50,68 másodperces világcsúcsot felállító amerikai Sydney McLaughlin-Levrone úgy döntött, hogy nem indul el a versenyen, Femke Bol lépett elő elsőszámú esélyesnek. Érdekesség, hogy a Femke Bollal felálló holland 4 × 400-as mix váltó csapat volt az egyik legnagyobb aranyérem várományosa a világbajnokság első napján lezajlott versenynek, azonban a döntőben nyerő pozícióban Bol elesett és mivel a váltóbot kiesett a kezéből, így az egész holland csapatot kizárták a versenyből. 
A döntőben nagyon jó időeredmények születtek, ugyanis legjobb elődöntős idő (52,81) gazdája Shamier Little egyéni idénycsúcsot, Kemi Adekoya Ázsia-rekordot döntött, míg Rushell Clayton és Anna Cockrell élete legjobbját futotta. A második helyezett 28 éves Shamier Little egy századmásodperccel gyorsabban futott a döntőben az elődöntőben felállított egyéni legjobbjához képest is, ami elég volt ahhoz, hogy megszerezze a 400 méteres gátfutásban második világbajnoki ezüstjét (az elsőt Pekingben szerezte). A bronzérmet a 30 éves jamaicai Rushell Clayton szerezte meg, aki 52,81-es egyéni csúcsot ért el, ezzel megismételve a 2019-es dohai világbajnokságon elért eredményét.

## Rekordok
A versenyt megelőzően a következő rekordok voltak érvényben:
| Rekord                                                 | Versenyző és nemzetisége   | Időeredmény | Helyszín                          | Dátum                |
| ------------------------------------------------------ | -------------------------- | ----------- | --------------------------------- | -------------------- |
| Világrekord                                            | Sydney McLaughlin (USA)    | 50,68       | Eugene, Amerikai Egyesült Államok | 2022. július 22.     |
| Világbajnoki rekord                                    | Sydney McLaughlin (USA)    | 50,68       | Eugene, Amerikai Egyesült Államok | 2022. július 22.     |
| Világ legjobb idei eredménye                           | Femke Bol (NED)            | 51,45       | London, Nagy-Britannia            | 2023. július 23.     |
| Afrika rekord                                          | Nezha Bidouane (MAR)       | 52,90       | Sevilla, Spanyolország            | 1999. augusztus 25.  |
| Ázsia rekord                                           | Han Qing (CHN)             | 53,96       | Peking, Kína                      | 1993. szeptember 9.  |
| Ázsia rekord                                           | Song Yinglan (CHN)         | 53,96       | Kuangcsou, Kína                   | 2001. november 17.   |
| Észak-, valamint Közép-Amerika és Karibi-térség rekord | Sydney McLaughlin (USA)    | 50,68       | Eugene, Amerikai Egyesült Államok | 2022. július 22.     |
| Dél-Amerika rekord                                     | Gianna Woodruff (PAN)      | 53.69       | Eugene, Amerikai Egyesült Államok | 2022. július 20.     |
| Európa rekord                                          | Femke Bol (NED)            | 51,45       | London, Nagy-Britannia            | 2023. július 23.     |
| Óceániai rekord                                        | Debbie Flintoff-King (AUS) | 53,17       | Szöul, Dél-Korea                  | 1988. szeptember 28. |

## Kvalifikációs rendszer
A világbajnokságnak erre a versenyszámára 54,90 másodperces időeredménnyel lehetett automatikus kvalifikációt kivívni.

## Időbeosztás
Az események időbeosztása helyi időben (UTC+2) a következők voltak:
| Dátum         | Kezdési időpont | Kör        |
| ------------- | --------------- | ---------- |
| Augusztus 21. | 18:50           | Selejtezők |
| Augusztus 22. | 20:25           | Elődöntők  |
| Augusztus 24. | 21:50           | Döntő      |

## Eredmények
Az időeredmények másodpercben értendők. A rövidítések jelentése a következő:
| - WR: világrekord - CR: világbajnoki rekord - NR: országos rekord - PB: egyéni legjobb eredménye | - SB: 2023-ban az addigi legjobb eredménye - DNS: nem indult a futamon - DNF: nem ért célba - DQ: kizárták |

### Selejtezők
A selejtezők futamait 2023. augusztus 21-én rendezték meg, melyeken a 41 versenyzőt 5 selejtezőfutamra osztották be. Minden selejtezőfutam első 4 helyezettje ( Q ) valamint a további 4 leggyorsabb idővel rendelkező ( q ) kvalifikálta magát az elődöntőbe.
| H  | F | Név                    | Nemzet                    | E       | Mj    |
| -- | - | ---------------------- | ------------------------- | ------- | ----- |
| 1  | 4 | Femke Bol              | Hollandia                 | 53,39   | Q     |
| 2  | 3 | Kemi Adekoya           | Bahrein                   | 53,56   | Q, AR |
| 3  | 1 | Rushell Clayton        | Jamaica                   | 53,97   | Q     |
| 4  | 3 | Andrenette Knight      | Jamaica                   | 54,21   | Q     |
| 5  | 1 | Dalilah Muhammad       | Egyesült Államok          | 54,21   | Q     |
| 6  | 5 | Jessie Knight          | Nagy-Britannia            | 54,27   | Q     |
| 7  | 3 | Ayomide Folorunso      | Olaszország               | 54,30   | Q     |
| 8  | 5 | Shamier Little         | Egyesült Államok          | 54,40   | Q     |
| 9  | 1 | Carolina Krafzik       | Németország               | 54,53   | Q     |
| 10 | 2 | Janieve Russell        | Jamaica                   | 54,53   | Q     |
| 11 | 1 | Viivi Lehikoinen       | Finnország                | 54,65   | Q     |
| 12 | 2 | Anna Cockrell          | Egyesült Államok          | 54,68   | Q     |
| 13 | 5 | Anna Rizsikova         | Ukrajna                   | 54,70   | Q     |
| 14 | 1 | Rebecca Sartori        | Olaszország               | 54,82   | q, PB |
| 15 | 3 | Cathelijn Peeters      | Hollandia                 | 54,95   | Q     |
| 16 | 4 | Viktorija Tkacsuk      | Ukrajna                   | 55,05   | Q     |
| 17 | 5 | Nikoleta Jíchová       | Csehország                | 55,10   | Q     |
| 18 | 4 | Hanne Claes            | Belgium                   | 55,13   | Q     |
| 19 | 5 | Noura Ennadi           | Marokkó                   | 55,21   | q     |
| 20 | 3 | Zenéy van der Walt     | Dél-afrikai Köztársaság   | 55,21   | q     |
| 21 | 4 | Line Kloster           | Norvégia                  | 55,23   | Q     |
| 22 | 4 | Eileen Demes           | Németország               | 55,29   | q, PB |
| 23 | 2 | Gianna Woodruff        | Panama                    | 55,31   | Q     |
| 24 | 4 | Sarah Carli            | Ausztrália                | 55,76   |       |
| 25 | 2 | Savannah Sutherland    | Kanada                    | 55,85   | Q     |
| 26 | 4 | Fatoumata Binta Diallo | Portugália                | 56,03   |       |
| 27 | 1 | Yasmin Giger           | Svájc                     | 56,16   |       |
| 28 | 5 | Dimitra Gnafaki        | Görögország               | 56,18   | SB    |
| 29 | 5 | Brooke Overholt        | Kanada                    | 56,20   |       |
| 30 | 1 | Molnár Janka           | Magyarország              | 56,21   |       |
| 31 | 2 | Chayenne da Silva      | Brazília                  | 56,25   |       |
| 32 | 2 | Eleonora Marchiando    | Olaszország               | 56,27   |       |
| 33 | 3 | Zurian Hechavarría     | Kuba                      | 56,43   |       |
| 34 | 3 | Moa Granat             | Svédország                | 56,61   |       |
| 35 | 2 | Robyn Brown            | Fülöp-szigetek            | 56,83   |       |
| 36 | 5 | Agata Zupin            | Szlovénia                 | 57,62   |       |
| 37 | 2 | Ami Jamamoto           | Japán                     | 57,76   |       |
| 38 | 3 | Lena Pressler          | Ausztria                  | 57,90   |       |
| 39 | 4 | Eri Ucunomija          | Japán                     | 57,98   |       |
| 40 | 4 | Yanique Haye-Smith     | Turks- és Caicos-szigetek | 1:00,08 |       |
| 41 | 1 | Portia Bing            | Új-Zéland                 | 1:06,97 |       |

### Elődöntők
Az elődöntők futamait 2023. augusztus 22-én rendezték meg. A 24 versenyzőt 3 futamba osztották be. Minden futam első 2 helyezettje ( Q ) valamint a további 2 leggyorsabb idővel rendelkező ( q ) kvalifikálta magát a döntőbe.
| H  | F | Név                 | Nemzet                  | E     | Mj    |
| -- | - | ------------------- | ----------------------- | ----- | ----- |
| 1  | 3 | Shamier Little      | Egyesült Államok        | 52,81 | Q, SB |
| 2  | 2 | Femke Bol           | Hollandia               | 52,95 | Q     |
| 3  | 1 | Rushell Clayton     | Jamaica                 | 53,30 | Q, PB |
| 4  | 3 | Kemi Adekoya        | Bahrein                 | 53,39 | Q, AR |
| 5  | 1 | Anna Cockrell       | Egyesült Államok        | 53,63 | Q, PB |
| 6  | 3 | Janieve Russell     | Jamaica                 | 53,69 | q     |
| 7  | 2 | Andrenette Knight   | Jamaica                 | 53,72 | Q     |
| 8  | 3 | Ayomide Folorunso   | Olaszország             | 53,89 | q, NR |
| 9  | 2 | Dalilah Muhammad    | Egyesült Államok        | 54,19 |       |
| 10 | 2 | Anna Rizsikova      | Ukrajna                 | 54,42 | SB    |
| 11 | 1 | Viivi Lehikoinen    | Finnország              | 54,48 |       |
| 12 | 1 | Jessie Knight       | Nagy-Britannia          | 54,51 |       |
| 13 | 2 | Carolina Krafzik    | Németország             | 54,58 |       |
| 14 | 3 | Cathelijn Peeters   | Hollandia               | 54,63 |       |
| 15 | 1 | Gianna Woodruff     | Panama                  | 54,71 |       |
| 16 | 3 | Savannah Sutherland | Kanada                  | 54,99 |       |
| 17 | 2 | Nikoleta Jíchová    | Csehország              | 55,01 |       |
| 18 | 1 | Noura Ennadi        | Marokkó                 | 55,15 |       |
| 19 | 1 | Viktorija Tkacsuk   | Ukrajna                 | 55,43 |       |
| 20 | 2 | Line Kloster        | Norvégia                | 55,43 |       |
| 21 | 2 | Zenéy van der Walt  | Dél-afrikai Köztársaság | 55,49 |       |
| 22 | 1 | Rebecca Sartori     | Olaszország             | 55,98 |       |
| 23 | 3 | Hanne Claes         | Belgium                 | 56,06 |       |
| 24 | 3 | Eileen Demes        | Németország             | 56,71 |       |

### Döntő
A döntőt 2023. augusztus 24-én 21:50-kor rendezték meg.
| H | P | Név               | Nemzet           | E     | Mj |
| - | - | ----------------- | ---------------- | ----- | -- |
| 1 | 6 | Femke Bol         | Hollandia        | 51,70 |    |
| 2 | 5 | Shamier Little    | Egyesült Államok | 52,80 | SB |
| 3 | 8 | Rushell Clayton   | Jamaica          | 52,81 | PB |
| 4 | 7 | Kemi Adekoya      | Bahrein          | 53,09 | AR |
| 5 | 9 | Anna Cockrell     | Egyesült Államok | 53,34 | PB |
| 6 | 2 | Ayomide Folorunso | Olaszország      | 54,19 |    |
| 7 | 3 | Janieve Russell   | Jamaica          | 54,28 |    |
| 8 | 4 | Andrenette Knight | Jamaica          | 55,20 |    |